# Didymoglossum liberiense
Didymoglossum liberiense är en hinnbräkenväxtart som först beskrevs av Edwin Bingham Copeland, och fick sitt nu gällande namn av Edwin Bingham Copeland. Didymoglossum liberiense ingår i släktet Didymoglossum och familjen Hymenophyllaceae. Inga underarter finns listade.